# Habitatges del Pla
Els Habitatges del Pla és una obra de Ripoll protegida com a Bé Cultural d'Interès Local.

## Descripció
Es tracta d'un edifici d'habitatges format per planta baixa i tres pisos. Hi ha una entrada pel carrer i una per la carretera. La planta baixa és de pedra picada i les obertures són de punt rodó o arc de mig punt rebaixat. A cadascuna de les plantes hi ha balcons individuals i finestres amb arcs de mig punt rebaixats. Sota els balcons hi ha mènsules. Totes les obertures tenen un marc de pedra picada. Sobre les dues portes hi ha una filera vertical emmarcada amb pedra picada, amb les inicials LPT sobreposades a l'interior, volen dir la Preparación Téxtil. A la façana posterior únicament hi ha finestres i no hi ha cap element decoratiu destacable. La part de l'edifici que correspon a les dues escales interiors està coronada per un petit cos que sobresurt de la teulada, a dues aigües, de l'edifici; cada cos també té una coberta a dues aigües. Les xemeneies de l'immoble presenten un disseny interessant.